# Garabogazköl

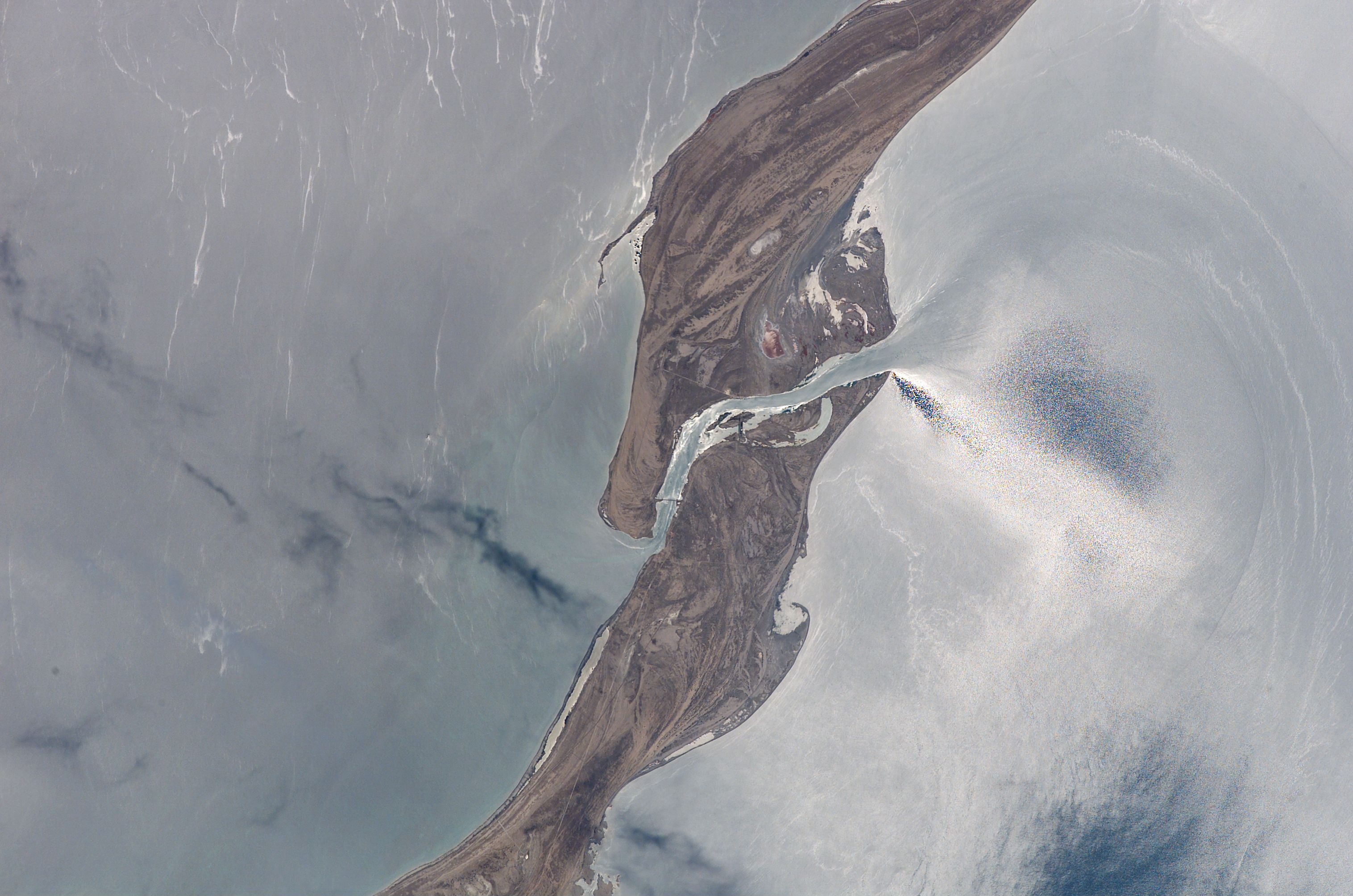
De nauwe inlaat vanaf de Kaspische Zee (links) naar de Garabogazköl, de Adzji Darja (NASA, 2002)

De Garabogazköl of Kara Bogaz Gol (Turkmeens: Garabogazköl, Russisch: Кара-Богаз-Гол), is een vrijwel afgesloten baai in Turkmenistan gelegen aan de Kaspische Zee. De naam betekent "Zwarte Muil Meer". De baai heeft een oppervlakte van 18.000 vierkante kilometer en bevat veel van het zout natriumsulfaat Na2SO4. Met een zoutgehalte van 35% is het water zouter dan de Dode Zee (33%) en veel zouter dan dat van de Kaspische Zee (1,2%). Water stroomt vanuit de Kaspische Zee de baai in, waar het met grote snelheid verdampt en het zout wordt gevormd. Door een lagere waterstand in de Kaspische Zee in de afgelopen decennia en daardoor een verminderde watertoevoer naar de Garabogazköl is deze bijna geheel veranderd in een zoutwoestijn.

## Geschiedenis
De baai werd in 1847 ontdekt door de Russische cartograaf luitenant Ignati Aleksandrovitsj Zjerebtsov, hoewel de plaatselijke bevolking natuurlijk al langer wist van haar bestaan. Zjerebtsov wees naast de aanwezigheid van vele andere winbare mineralen op de goede kwaliteit van het ‘wonderzout’ dat in de baai in grote hoeveelheden gevormd en afgezet werd. Het zout werd vanaf de jaren twintig op kleine schaal gewonnen vanaf de zuidelijke oever (nabij het toenmalige dorpje Kara Bogaz Haven), maar in de jaren dertig verplaatste de productie zich onder leiding van directeur Jakov Roebinstejn naar haar huidige locatie bij de stad Bekdasj, meer noordwestelijk. De Russische schrijver Konstantin Paustovski brak in 1932 door met het boek De Baai van Kara Bogaz waarin hij verhaalt van de Sovjet-pogingen om een fabriekscomplex voor zoutchemie bij de Garabogazköl op te zetten. De op dit boek gebaseerde film Zwarte Muil uit 1935 werd echter nooit uitgebracht, omdat Stalin in de Izvestia las dat de Franse communist Henri Barbusse de toen nog niet voltooide film eerder had gezien dan hij. Stalin eiste opheldering van de door hem aangestelde filmcriticus Boris Sjoemjatski. Uit angst om ook gezuiverd te worden besloten Sjoemjatski, Paustovski en de regisseur daarop om de film wel af te maken, maar niet uit te brengen, en Stalin op de mouw te spelden dat Barbusse zich vergist had in de film die hij gezien had. De film bevindt zich in het filmarchief in Moskou. Het zoutcomplex werd geen succes. Omdat tegelijkertijd de Wolga door een cascade van stuwdammen werd afgedamd, waardoor in de Kaspische Zee en de Garabogazköl de waterspiegel snel daalde, werd er geen natriumsulfaat meer gevormd, maar het weinig waardevolle keukenzout. Roebinstejn kreeg de schuld en werd in 1938 gezuiverd tijdens de Grote Zuivering.
Tijdens de Tweede Wereldoorlog werden aan de Garabogazköl wolfraam en lithium gewonnen ten behoeve van de wapenindustrie. Na de oorlog werd de sulfaatwinning hervat, waarvoor Stalin vele ex-krijgsgevangen inzette. Vanaf de jaren vijftig werd het grondwater weggepompt uit lagen onder de bodem, hetgeen hoogwaardiger zout opleverde. Tussen 1963 en 1973 werd bij Bekdasj een moderne fabriek gebouwd die niet langer afhankelijk is van de verdamping (het water van de Kaspische Zee en daarmee de Garabogazköl fluctueert met het seizoen) en zo het hele jaar door kan werken.
De Garabogazköl stond tot 1980 in open verbinding met de Kaspische Zee. Toen als gevolg van grote onttrekking van water voor de katoenwinning in Centraal-Azië het waterpeil begon te dalen werd de baai door de Sovjet-Unie afgesloten met een 200 meter lange dam. Het water uit de Kaspische Zee zou zo minder makkelijk kunnen wegvloeien en het dalen van het waterpeil kon worden gestopt. Deze oplossing zou gemakkelijker te verwezenlijken zijn dan het alternatief: de omkering van verschillende rivieren (de Neva, Dvina en Petsjora). Het gevolg was echter dat de Garabogazköl in plaats van na de verwachte 15 tot 20 jaar al na 2 jaar droog kwam te staan. De opgehoopte metersdikke zoutlagen op de bodem konden ineens vrij verwaaien, waarbij het zout zich verspreidde over grote delen van het Turkmeense grondgebied en andere (Russische) gebieden aan de Kaspische Zee. Deze grote zoutstormen zorgden voor de verzilting van landbouwgronden. De Sovjet-Russische autoriteiten probeerden dit stil te houden, maar Amerikaanse satellietbeelden toonden al snel grote kleurverschillen en in 1983 werd wereldkundig gemaakt dat de baai droog was gevallen. In hetzelfde jaar werd ontdekt dat de flamingo's die er tijdens de migratie neerstreken massaal waren gestorven wegens gebrek aan water. Door het droogvallen kon de chemische industrie, die vooraf sterk tegen de afdamming had gepleit, niet langer bestaan en werd deze gesloten.
Kort na de Turkmeense onafhankelijkheid liet president Saparmurat Niazov in 1992 onder grote belangstelling de dam tussen de Garabogazköl en de Kaspische Zee weer doorsteken om deze door de Sovjet-Unie 'ontstolen' baai weer 'terug te geven aan het Turkmeense volk'. Door deze handeling werd de waterstand hersteld. Inmiddels stijgt het waterpeil van de Kaspische Zee weer door toegenomen aanvoer vanuit de Wolga. De chemische industrie, die sterk afhankelijk was geweest van de planeconomie, werd echter niet hersteld.
Door het hoge zout- en zwavelgehalte sterven vissen die vanuit de Kaspische Zee via de Adzi Darja de Garabogazköl binnengesleurd worden spoedig. Het zoute water is dan ook vrijwel levenloos; alleen roodwieren en het daarop foeragerende pekelkreeftje Artemia salina komen er in grote aantallen voor. Het pekelkreeftje wordt gegeten door eenden en pelikanen, maar vooral door flamingo's die hun roze kleur danken aan het caroteen uit de roodwieren.
Nadat de winning van natriumsulfaat door teruglopende kwaliteit en mankracht (vooral goelag-gevangenen) rond 1990 was beëindigd werd de baai slechts geëxploiteerd door het Belgische bedrijf Artemia, dat een pekelkreeftjeseitjeswinning opzette ten behoeve van aquariumhouders en garnalenkwekers.